# アスカ (オリッサ州)
アスカ（オリヤー語: ଆସିକା、英語：Aska; Asika、アシカ、アスィカとも表記する）はインドのオリッサ州ガンジャム県にある都市。
「砂糖の街 (The Sugar City) 」の愛称がある。

## 地理
アスカは北緯19度36分 東経84度39分 / 北緯19.6度 東経84.65度に位置する。平均標高は30メートル（98フィート）である。

## 工業
- アスカ製糖工場 - 1824年に設立されたアジア初の製糖工場。
- アスカ紡績工場

## 人口動態
2001年のインドの国勢調査によると、アスカは20,718人の人口を有し、ガンジャム県で3番目に人口が多い都市である。男女比は男性52%、女性48%である。識字率は72%であり、全国平均の59.5%よりも高い。識字者の男女比は男性56%、女性44%である。人口の12%が6歳以下である。

## 歴史
アスカの歴史的背景はアジア初の製糖工場がイギリスのミンチン・サヒーブ (Minchin Saheb) によって建設されたときに始まる。この工場によってアスカは砂糖の街として知られている。今もなお、インドの多くの地域（タミル・ナードゥ州など）では砂糖を「アスカ」と呼んでいる。
アスカ協同砂糖工業会社 (Aska Cooperative Sugar Industries Ltd.) を考えるとき、アジアの砂糖の物語と、1824年にアジアで最初の製糖工場が設立された場所という遺産の背景とともに、その歴史、その分野の先駆者、頑丈な地元の農民、労働者、献身的な官僚、それに対する最高レベルの支持、それを助けた組織の基盤、そしてそれがどうやって克服されたのかなど多くのものが思い起こされる。
マドラス・バイニー会社 (Biny and Co. Madras) によって1848年に開業したアスカ製糖蒸留酒製造会社 (The Aska Sugar Works and Distillery Ltd.) という名前のジャッガリー工場は、管理と隘路以外の輸送手段の不足のために巨大な損失を出した。
その後、マドラス・バイニー会社番頭のフレデリック・ジョセフ・ヴィヴィアン・ミンチン (Fredrick Josheph Vivian Minchin) が工場を購入し、ドイツから新しい製糖技術を入手して工場を設計し、1856年に再建した。

## 金融機関

### 銀行
- State Bank of India, Main Branch, Aska
- State Bank of India, ADB-Aska
- Andhra Bank, Aska
- Punjab National Bank, Aska
- Rusikulya Gramya Bank, Aska
- ICICI Bank

## 教育

### 学校
- Central School(Kendriya Vidyalaya), Aska
- Harihar High School, Aska
- NAC High School, Aska
- Mac Mickel Sanskrit Tol, Aska
- Govt Tech High School, Aska
- Govt Girls High School, Aska
- Aryan Public School, Aska
- DePaul School,Aska
- Mom School of Excellency, Aska

アスカの近郊にもいくつかの高等学校がある。

### 大学
- Science College, Aska
- Binayak Acharya College, Aska
- Niranjan Women's College, Aska
- Mac Mickle Sans College, Aska

## 政治
2010年現在、オリッサ州議会アスカ選挙区からは、ビジュ・ジャナタ・ダル (BJD) の議員が選出されている。かつてはインド国民会議 (INC) 、インド共産党 (CPI) 、ジャナタ党 (JNP) などの議員が議席を持っていたこともある。
ローク・サバーでは、アスカはアスカ選挙区の一部である。